# Falcon 9 Air
Le Falcon 9 Air était un lanceur aéroporté à plusieurs étages étudié par SpaceX en 2011-2012. Le Falcon 9 Air devait être porté à la position et à l'altitude voulue par un avion porteur Stratolaunch de Stratolaunch Systems. La charge utile en orbite terrestre basse était estimée à 6 100 kg. 
La propulsion de la fusée devait être assurée par quatre moteurs-fusées Merlin 1D, moteurs qui devaient également être utilisés sur le Falcon 9 v1.1  à partir de 2013 et sur le Falcon Heavy en 2014. Le premier vol de la fusée Falcon 9 Air était théoriquement planifié pour 2016. 
Le développement a cessé au quatrième trimestre de 2012, SpaceX et Stratolaunch ayant convenu à l'amiable de mettre fin à leur relation contractuelle parce que la conception du lanceur Stratolaunch s'était considérablement écartée du véhicule dérivé de Falcon envisagé par SpaceX et ne correspondait pas bien au modèle d'affaires stratégique à long terme de SpaceX. 

## Histoire
Le 27 novembre 2012, Stratolaunch a annoncé qu'elle s'associerait à Orbital Sciences - initialement sous contrat d'étude de lanceurs aéroportés - à la place de SpaceX, mettant ainsi fin au développement du Falcon 9 Air.
En mai 2013, le Falcon 9 Air a finalement été remplacé par la fusée aéroportée d'Orbital Sciences Pegasus II, finalement annulée elle aussi.  